# 라이트세이버
라이트세이버(光劍, 영어: lightsaber) 또는 광선검은 스타워즈 전반에 걸쳐 등장하는 가공의 에너지 검이다. 일반적인 라이트세이버는 길이가 약 10.5 인치 (27 cm)인 금속 칼자루에서 길이가 약 3 피트 (0.91 m)인 발광 레이저 검으로 나타난다. 오리지널 스타워즈 영화에서 처음 소개된 이후, 라이트세이버는 12편의 모든 극장판 스타워즈 영화에 등장했으며, "스카이워커 사가"의 각 작품마다 적어도 하나의 라이트세이버 결투가 벌어졌다. 라이트세이버의 독특한 외형은 스타워즈 오리지널 삼부작에서는 로토스코프를 사용하여 만들어졌고, 프리퀄 및 스타워즈 시퀄 삼부작에서는 디지털 효과를 사용하여 만들어졌다.
스타워즈 세계관에서 라이트세이버는 밝은 면을 사용하는 제다이 기사단과 어두운 면을 사용하는 시스 기사단의 상징적인 무기이다. 그러나 라이트세이버는 포스에 민감하지 않은 캐릭터들도 일반적인 무기나 도구로 사용할 수 있다. 제다이는 다양한 색상의 라이트세이버를 사용한다. 가장 일반적인 라이트세이버 색상은 파란색과 녹색이지만, 보라색, 흰색, 검은색, 노란색과 같은 다른 색상도 존재한다. 시스는 제다이와 구별하기 위해 독점적으로 붉은 칼날의 세이버를 휘두른다. 라이트세이버 칼날의 색상은 카이버 크리스탈에 의해 결정된다. 카이버 크리스탈은 제다이가 접근하기 전까지는 색상이 없다가, 사용자의 포스와의 연결에 따라 색상이 결정된다. 라이트세이버의 칼자루는 사용자가 직접 만들므로 디자인이 독특하다. 전통적인 단일 칼날 라이트세이버 외에도 다양한 변형이 있는데, 예를 들어 이중 칼날 라이트세이버(가장 유명하게는 다스 몰이 사용), 곡선 칼자루 라이트세이버(아사즈 벤트리스와 가장 유명하게는 두쿠 백작이 사용), 코등이 라이트세이버(카일로 렌과 가끔 제다이가 사용), 그리고 만달로리안 제다이 타르 비즐라가 만든 다크세이버가 있다. 다크세이버는 주로 포스에 민감하지 않은 만달로리안의 통치자들(및 프레 비즐라, 몰, 보-카탄 크리즈, 모프 기드온, 그리고 딘 자린 포함)이 사용한다.
초기 영화에서 묘사된 바와 같이, 라이트세이버의 에너지 칼날은 거의 저항 없이 대부분의 물질을 자르고, 태우고, 녹일 수 있다. 살점에는 지져진 상처를 남기지만, 다른 라이트세이버 칼날, 에너지 보호막, 또는 금속 베스카(만달로리안 갑옷에서 발견됨) 및 프릭(일렉트로스태프를 만드는 데 사용된 금속)에 의해 튕겨 나갈 수 있다. 칼날은 심지어 금속을 용접하는 도구로도 사용되었다. 다른 경우에는 라이트세이버가 살점에 피 흘리는 상처를 입히고, 때로는 화상도 동반하는 것으로 나타났다. 일부 이국적인 세이버 방어 근접 무기는 확장 세계관 및 이후의 에피소드 영화에 도입되었다. 라이트세이버는 또한 블래스터 볼트를 튕겨낼 수 있어, 제다이의 반사 신경을 가진 사용자가 적의 총격을 적에게 되돌릴 수 있게 한다. 활성화된 라이트세이버는 독특한 윙윙거리는 소리를 내며, 칼날이 공중에서 빠르게 움직일수록 음정과 음량이 높아진다. 칼날이 다른 라이트세이버 칼날과 접촉하면 큰 탁탁거리는 소리가 난다.
라이트세이버는 스타워즈 프랜차이즈에서 가장 널리 알려진 요소 중 하나가 되었다. 2008년 약 2,000명의 영화 팬들을 대상으로 한 설문조사에서 영화 역사상 가장 인기 있는 무기로 선정되었다.

## 소품 제작
수백만 개의 작은 유리 구슬로 덮여 있는 [스코치라이트]는 빛을 광원으로 직접 반사하는 특성을 가지고 있다. 이것은 반사형 도로 표지판 [및 라이트세이버 소품]에 사용되는 것과 동일한 재료이다.
오리지널 스타워즈 영화에서 영화 소품의 칼자루는 로저 크리스천이 오래된 그라플렉스 프레스 카메라 플래시 배터리 팩 및 기타 하드웨어 부품으로 제작했으며, 칼날에 생명을 불어넣는 특수 효과는 존 스티어스가 만들었다. 실물 크기 검 소품은 후반 작업에서 "카메라 내" 발광 효과를 만들어 화면에서 점화된 것처럼 보이도록 설계되었다.
칼날은 스코치라이트 재귀 반사 장치 배열로 코팅된 세 면 막대였으며, 고속도로 표지판에 사용되는 것과 같은 종류였다. 촬영 카메라 측면에 램프를 배치하고 45도 각도의 유리를 통해 피사체 쪽으로 반사시켜 카메라 시점에서 검이 빛나는 것처럼 보이게 했다.
세트 장식가 로저 크리스천은 런던 웨스트 엔드의 그레이트 말버러 스트리트에 있는 사진 상점에서 그라플렉스 플래시 건 핸들을 발견했다. 그는 핸들에 캐비닛 T-트랙을 추가하고 시아노아크릴레이트 접착제로 단단히 고정했다. 몇 가지 "그리블"(표면 디테일)을 추가하여 크리스천은 제작 시작 전에 루크 스카이워커를 위한 라이트세이버 소품의 첫 번째 시제품을 수작업으로 만들었다. 조지 루카스는 핸들에 클립을 추가하여 루크가 벨트에 걸 수 있도록 하고 싶다고 결정했다. 루카스가 핸들이 자신의 기준에 부합한다고 느끼자, 존 스티어스에게 넘겨져 애니메이터들이 후반 작업에서 빛을 향상시킬 수 있도록 전면 투사 페인트가 칠해진 나무 다웰 막대를 만들었다. 준비 시간이 부족하여 크리스천의 시제품과 두 번째 여분이 튀니지 촬영에 사용되었고, 그곳에서 스타워즈 촬영이 시작되었다. 그러나 발광 효과가 막대의 카메라 방향에 크게 의존한다는 사실이 밝혀졌고, 오비완 케노비/다스 베이더 결투 중에는 막대가 선명하게 보였다. 이로 인해 발광은 로토스코프를 통해 후반 작업에서 추가되었으며, 이는 또한 발광을 향상시키기 위해 확산을 사용할 수 있게 했다.
오리지널 삼부작의 칼자루는 일반적으로 발견된 부품을 사용하여 제작되었지만, 프리퀄 및 시퀄 삼부작 동안에는 다른 공정이 때때로 사용되었다. 칼자루는 먼저 금속 재료로 가공되었다. 그런 다음 금속 칼자루를 사용하여 화면에 사용되는 레진 복제품을 만들기 위한 주형이 만들어졌다. 레진은 종종 금속 막대 위에 성형되어, 전투 시퀀스에서 결투용 칼날을 부착할 수 있었다.

### 시각 효과
당시 DePatie–Freleng Enterprises에서 일하던 한국 애니메이터 신능균은 상사로부터 영화의 실사 장면에 라이트세이버를 애니메이션으로 만들 수 있는지 질문을 받았다. 신능균이 작업을 수락한 후, 실사 영상이 그에게 주어졌다. 그는 로토스코프를 사용하여 라이트세이버를 그렸고, 이 애니메이션은 실제 라이트세이버 칼날 소품 영상에 중첩되었다. 신능균은 루카스필름 관계자들에게 라이트세이버는 빛으로 만들어졌으므로 형광등처럼 "약간 흔들리는" 것처럼 보여야 한다고 설명했다. 그는 광학 프린터에서 필름을 인쇄할 때 다른 프레임보다 훨씬 밝은 프레임 하나를 삽입하여 빛이 진동하는 것처럼 보이게 할 것을 제안했다. 신능균은 또한 무기에 다른 소리 위에 디가우저 소리를 추가할 것을 권장했는데, 그 소리가 자기장을 연상시키기 때문이었다. 전체 과정은 일주일이 걸렸고, 그의 회사를 놀라게 했다. 루카스필름은 신능균에게 완성된 제품을 보여주었고, 그의 제안에 따라 X-액토 칼을 사용하여 라이트세이버에 매우 날카로운 모습을 부여하고, 무기의 움직임에 소리가 동반되도록 했다.

### 사운드
라이트세이버 음향효과는 음향 디자이너 벤 버트가 유휴 상태의 인터록 모터가 내는 윙윙거리는 소리와 차폐되지 않은 마이크로폰에 TV가 일으키는 간섭 소리를 조합하여 개발했다. 버트는 영사기 모터의 윙윙거리는 소리에 추가할 윙윙거리는 스파크 소리를 찾던 중 우연히 후자를 발견했다.
라이트세이버 움직임의 음정 변화는 기본 라이트세이버 소리를 확성기로 재생하고 움직이는 마이크로 녹음하여 도플러 효과를 발생시켜 움직이는 음원을 흉내 내어 만들었다.

## 묘사
라이트세이버는 초기 초고에서 레이저 총과 함께 사용되는 평범한 플라스마 무기로 존재했다. 나중에 포스가 도입되면서 제다이와 시스는 초자연적인 기술을 갖게 되었고; 처음에는 검술가로만 묘사되었다. 라이트세이버는 포스 사용자의 도구가 되었으며, 새로운 희망에서 오비완 케노비는 "블래스터처럼 서툴거나 무작위적이지 않다. 더 문명화된 시대의 우아한 무기이다"라고 설명했다. 라이트세이버의 힘의 원천은 카이버 크리스탈이다. 이 크리스탈들은 또한 데스 스타의 슈퍼레이저의 동력원이기도 하다.
시스의 복수 및 라스트 제다이와 같은 영화에서는 일렉트로스태프 및 플라스마 칼날과 같은 근접 무기가 라이트세이버를 튕겨낸다.

### 유형
라이트세이버는 제다이나 시스 훈련의 일환으로 수작업으로 만들어지는 것으로 묘사된다. 각 라이트세이버는 독특하지만, 특히 제작자들 사이에 연결 고리가 있다면 서로 유사점을 가질 수 있다. 대부분의 라이트세이버 칼자루는 직선이며 주로 원통형이지만, 다른 유형의 라이트세이버 칼자루도 있다. 양날 라이트세이버(코믹 시리즈 제다이 이야기에서 처음 묘사됨)의 첫 영화 등장은 보이지 않는 위험에서 다스 몰이 사용한 것으로, 두 개의 일반 라이트세이버가 끝에서 연결되어 각각 독립적으로 칼날을 생성한다. 두쿠 백작은 클론의 습격에서 첫 등장부터 곡선형 칼자루 라이트세이버를 사용하는 것으로 나타난다. 비디오 게임 스타워즈: 포스 언리쉬드는 두 가지 다른 변형을 도입했는데, 라이트세이버 파이크(짧은 칼날에 긴 손잡이가 있어 창과 비슷함)와 직각 칼자루가 있는 톤파 스타일 라이트세이버이다. 또한, 클론 전쟁과 스타워즈 반란군과 같은 여러 스핀오프 시리즈에서는 에즈라 브리저가 사용한 라이트세이버-블래스터와 같은 특수한 변형 라이트세이버가 묘사되었다.
스타워즈 확장 세계관은 짧은 및 이중 위상(길이 조절 가능) 무기를 포함한 여러 라이트세이버 유형을 추가한다. 스타워즈 반란군에서 에즈라 브리저의 원래 라이트세이버는 손잡이에 완벽하게 작동하는 블래스터 피스톨이 내장된 하이브리드이다. 깨어난 포스에서 소개된 카일로 렌은 두 개의 크로스힐트 칼날을 특징으로 하는 라이트세이버를 사용하며, 장검의 모습을 띤다. 그의 칼날은 또한 불안정하고 불 같은 모습을 띠는데, 이는 정식 설정 서적에서 금이 간 카이버 크리스탈에서 비롯된 것으로 설명된다. 은하제국의 인퀴지터들은 회전하는 고리에 장착되어 360도 회전 및 단기 비행 기능을 가능하게 하는 독특한 양날 세이버 변형을 사용하는 것으로 묘사된다. "라이트위프"(채찍처럼 사용되는 길고 유연한 칼날), "라이트클럽"(확대된 표준 라이트세이버), "쇼토"(표준 크기 세이버와 자주 함께 사용되는 현저히 작은 변형)와 같은 더 모호한 라이트세이버 변형도 등장했다.

### 색상
처음 두 편의 개봉 영화인 <새로운 희망>과 제국의 역습에 나오는 라이트세이버는 칼날이 파란색(제다이용) 또는 빨간색(시스용)이었다. 루크 스카이워커의 제다이의 귀환에 나오는 새로운 라이트세이버는 영화 초기 편집 단계에서 파란색이었고, 초기 영화 예고편과 공식 극장 포스터에서도 그렇게 나타났다. 하지만 영화 제작자들이 초기 시사회와 스크린 테스트를 거쳐 야외 장면에서 타투인의 파란 하늘과 더 잘 어울릴 것이라고 판단하여 영화 최종 편집에서 녹색으로 변경되었고, 이 색상 변경은 영화 재개봉 포스터에도 반영되었다. 클론의 습격에서 처음 등장한 메이스 윈두의 보라색 칼날 라이트세이버는 배우 새뮤얼 L. 잭슨의 요청으로 만들어졌는데, 그는 자신이 가장 좋아하는 색깔인 보라색이 자신의 캐릭터를 다른 제다이들 사이에서 쉽게 알아볼 수 있게 해줄 것이라고 믿었다. 잭슨은 자신이 연기하는 캐릭터가 보라색 물건을 사용하도록 자주 요청하는 것으로 알려져 있다. 클론 전쟁에서는 제다이 사원의 수호자들이 노란색 칼날 라이트세이버를 사용하는 모습이 나왔고, 라이즈 오브 스카이워커 말미에는 레이가 자신의 지팡이 일부를 칼자루로 사용하여 노란색 칼날 라이트세이버를 만든 모습이 나온다.
클론 전쟁과 반란군에서 묘사된 바와 같이, 라이트세이버를 만드는 사람은 카이버 크리스탈을 찾고 크리스탈이 색을 얻을 때까지 명상한다. 이 크리스탈의 색은 라이트세이버 칼자루에 장착될 때 칼날의 색이 된다. 소설 스타워즈: 아소카와 만화 시리즈 <다스 베이더: 시스의 암흑 군주>에서는 다크사이드 사용자들이 패배한 제다이의 라이트세이버에서 크리스탈을 제거하고 포스 에너지를 집중시켜 라이트사이드와의 연결을 끊는 과정, 즉 "블리딩(피 흘리기)"을 통해 붉은 크리스탈을 만드는 것으로 나타난다. 아소카에서 주인공이 인퀴지터에게서 빼앗은 한 쌍의 크리스탈에 이 과정을 역전시키는 모습이 나오면서, 이 과정은 역전될 수도 있다. 그녀는 소설 말미에 자신이 만든 한 쌍의 흰색 칼날 라이트세이버에 이 크리스탈들을 사용한다.
다른 색상들은 다양한 확장 미디어 프로젝트, 특히 플레이어가 자신의 캐릭터 라이트세이버 색상을 선택할 수 있는 많은 비디오 게임에서 등장했다.

#### 다크세이버
다크세이버는 독특한 검은색 칼날에 흰색 후광이 있는 특별한 라이트세이버로, 스타워즈: 클론 전쟁 (2008)에서 처음 등장했으며 이후 스타워즈 반란군에도 등장하여 제다이가 된 최초의 만달로리안 타레 비즐라가 만든 고대 라이트세이버로 묘사되었고, 나중에는 보-카탄 크리즈의 손에서 만달로리안 권위의 상징으로 사용된다. 만달로리안 전통에 따르면, 이 무기는 단순히 주어질 수 없으며, 패배한 전투원으로부터 획득해야 한다. 이후 만달로리안 시즌 1 피날레에서 모프 기드온의 손에 잠시 등장하는데, 크리즈는 이전에 이 무기를 기드온에게 양보했었다. 두 번째 시즌의 피날레 끝에, 이 무기는 주인공 딘 자린의 소유가 되는데, 그는 기드온을 물리치고 이 무기를 획득했다. 쇼의 세 번째 시즌 두 번째 에피소드에서 이 무기는 (명목상) 크리즈의 소유로 돌아오는데, 그녀가 자린을 사로잡은 사이보그 생물을 물리친 후(그러나 무기는 딘 자린의 소유로 남아있음), 시즌의 여섯 번째 에피소드에서 그녀는 공식적으로 이 칼날을 되찾는다. 이 무기는 세 번째 시즌 피날레에서 기드온에 의해 파괴된다.

### 안무
오리지널 스타워즈 삼부작의 라이트세이버 전투 안무는 할리우드 검술 마스터 밥 앤더슨이 개발했다. 앤더슨은 마크 해밀 (루크 스카이워커)을 개인적으로 훈련시켰고, <제국의 역습>과 <제다이의 귀환>에서는 라이트세이버 결투 동안 다스 베이더의 의상을 입고 모든 스턴트를 직접 수행했다. 앤더슨의 삼부작에서의 역할은 영화 Reclaiming the Blade에서 강조되었는데, 그는 세 편의 오리지널 영화를 위한 라이트세이버 기술을 개발하면서 펜싱 선수로서의 경험을 공유했다.
스타워즈 프리퀄 삼부작의 라이트세이버 결투는 스턴트 코디네이터 닉 길라드에 의해 특별히 "작은 이야기"가 되도록 안무되었다. 이 영화들에서 길라드는 리암 니슨 (콰이곤 진), 이완 맥그리거 (오비완 케노비), 레이 파크 (다스 몰) 그리고 헤이든 크리스틴슨 (아나킨 스카이워커 / 다스 베이더) 외 다른 배우들을 위한 주된 검술 교사였다. <보이지 않는 위험>의 액션을 안무하는 그의 목표는 이야기에서 자연스럽게 흘러나오는 스턴트를 만드는 것이었다. 길라드는 "단순히 '나는 스턴트 코디네이터이고, 대규모 스턴트를 만들 거야'라고 생각해서는 안 된다"며 "모든 것은 영화와 잘 어울리게 만들어서 스턴트가 눈에 띄지 않도록 하는 것이다"라고 말했다.
프리퀄 삼부작을 집필하면서 조지 루카스는 라이트세이버 전투가 "이전 영화에서 이루어진 것을 연상시키면서도 더 활기찬 무언가"가 되기를 원했다고 말했다. 그는 "우리는 노인, 어린 소년, 반쯤 드로이드인 캐릭터들을 보았지만, 전성기의 제다이를 본 적이 없었다. 나는 더 빠르고 역동적인 싸움으로 그것을 하고 싶었고, 우리는 그것을 해낼 수 있었다"라고 말했다.
길라드에 따르면, 프리퀄을 위해 다양한 라이트세이버 전투 스타일 또는 형식이 고안되었으며, 이는 수행자들을 더욱 특성화하기 위한 것이었다.
저는 캐릭터별로 다양한 스타일을 개발하고, 각 스타일에 장점이나 단점을 부여했습니다. 예를 들어 오비완 케노비는 매우 실용적인 스타일을 가지고 있습니다. 젊었을 때는 화려함에 치우쳐 라이트세이버를 약간 휘두르기도 했는데, 콰이곤에게 배웠기 때문입니다. 콰이곤은 무모했고, 그 점이 오비완에게 영향을 주었으며, 오비완은 나중에 배우기에는 너무 늙은 아나킨을 가르쳤습니다... 저는 그 스타일이 정말 잘 맞았다고 생각합니다. 제다이의 전투 스타일은 모든 위대한 검술 스타일을 융합한 것입니다. 그들을 융합하는 것이 어려운 부분입니다. 겐도 스타일에서, 예를 들어 레이피어 스타일로 전환하려면 몸과 발의 움직임이 완전히 바뀌어야 하며, 이것이 자연스럽게 보여야 합니다. 이 스타일은 다양한 기술 사이를 매끄럽게 이동하면서도 기술적으로는 항상 정확하게 유지됩니다.

<보이지 않는 위험>에서 길라드는 세이버를 휘두르는 캐릭터들을 위한 특정한 스타일과 결함을 설정했다. 그는 제다이가 "짧은 사거리 무기"를 사용한다는 것은 "그들이 매우 잘해야 한다는 것"을 의미한다고 덧붙였다. 다양한 검술 스타일과 무술을 "테니스와 나무 베기"의 요소를 섞어 사용함으로써 그는 에피소드 I 라이트세이버 전투에서 볼 수 있는 스타일을 만들었다.
<깨어난 포스>의 감독 J. J. 에이브럼스는 오리지널 삼부작의 안무 방식과 유사하게 접근하기로 결정했다. 에이브럼스는 프리퀄 삼부작의 안무가 "점점 더 장관을 이루고 양식화되어 거의 춤 안무와 같았다"고 말했지만, 그것은 그들이 새 영화에서 추구하고자 하는 바가 아니었다고 밝혔다. 그는 엠파이어 잡지에 "스타워즈와 제국의 역습을 보면 라이트세이버 전투가 매우 다르지만, 내게는 그렇게 매끄럽지 않아서 더 강력하게 느껴졌다. 나는 어린 시절 나를 사로잡았던 심장을 멎게 하는 라이트세이버 전투와 같은 훨씬 더 원시적이고 공격적이며 거친 것을 추구하고 싶었다"라고 말했다.

## 문화적 영향

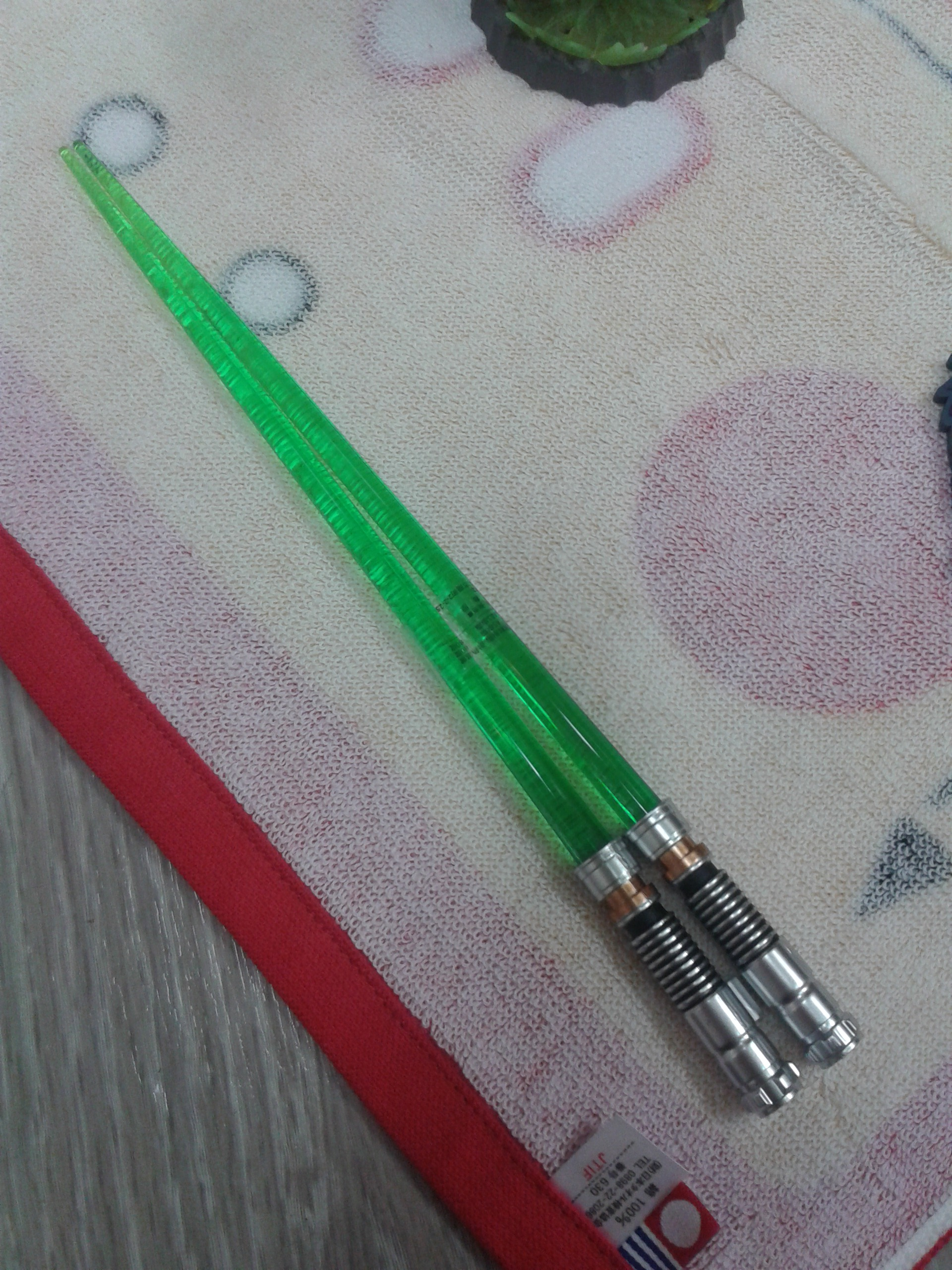
라이트세이버 젓가락

### 상품
수년에 걸쳐 기술의 발전으로 점점 더 몰입적이고 사실적인 라이트세이버 복제품을 만들 수 있게 되었다.

#### 디즈니 파크
캘리포니아 디즈니랜드는 스타 투어스 어트랙션 밖에서 라이트세이버 테마의 추로를 판매한다.
디즈니랜드와 디즈니 월드 (할리우드 스튜디오)는 또한 다스 베이더, 오비완 케노비, 레이 스카이워커, 두쿠 백작, 카일로 렌과 같이 영화와 텔레비전 쇼에서 제다이, 시스 및 다른 전사들이 사용한 라이트세이버의 복제품인 레거시 라이트세이버를 판매한다.
디즈니랜드와 할리우드 스튜디오는 또한 새비의 워크숍(Savi's Workshop)을 제공하는데, 이곳에서 손님들은 자신만의 라이트세이버를 만들고 자신만의 카이버 크리스탈을 선택하여 자신만의 독특한 라이트세이버의 칼날 색상을 바꿀 수 있다.
사비의 워크숍 외에도 또 다른 맞춤형 라이트세이버 체험이 있다. 디즈니랜드의 스타 트레이더는 손님들에게 경험 비용으로 200달러를 먼저 지불하지 않고도 자신만의 라이트세이버를 만들 수 있는 기회를 제공한다.

### 어트랙션
제다이 훈련: 사원의 시련은 어린이들이 제다이 기사단의 가르침, 포스, 그리고 라이트세이버 전투의 기초를 배워 파다완 견습생이 되는 라이브 쇼이다. 이 쇼는 디즈니 할리우드 스튜디오의 스타 투어스 – 어드벤처 컨티뉴 어트랙션 옆 반란군 무대와 디즈니랜드의 투모로우랜드 테라스에서 진행된다.
또한 스타워즈: 은하계 스타크루저는 투숙 기간 동안 각 손님에게 라이트세이버 훈련을 통합했다. 이 훈련은 사자(Saja) 캐스트 멤버들이 이끌며 손님들에게 라이트세이버 전투의 네 번째 형태인 아타루를 가르친다. 손님들은 아타루를 사용하여 날아오는 발사체를 튕겨내는 법을 배우기 때문에 라이트세이버와 방패를 모두 훈련에 사용한다. 이 어트랙션에서는 라이트세이버 대 라이트세이버 전투가 없으며, 손님은 최소 7세 이상이어야 참여할 수 있다.

### 유사 무기
가상 현실 리듬 게임 비트 세이버는 플레이어가 두 개의 라이트세이버를 사용하여 다가오는 일련의 큐브를 베는 게임이다.
가면라이더 블랙 RX에서 주인공 라이더 RX이자 미나미 코타로는 라이트세이버와 비슷한 무기 "리볼케인"을 사용하여 테러 조직인 크라이시스 제국과 싸운다.
사반의 마스크드 라이더에서, 덱스 스튜어트라고 알려진 주인공은 자신의 라이트세이버와 유사한 무기 "일렉트로 세이버"를 사용하여 마스크드 라이더의 적들과 싸운다.

#### 패러디
멜 브룩스의 1987년 영화 스페이스볼에서 "슈워츠"는 스타워즈의 "포스"를 패러디한 것이다. 라이트세이버는 칼자루가 아닌 슈워츠-링에서 나온다. 만화 시리즈 퓨처라마에는 경찰이 사용하는 확장 가능한 곤봉 등 라이트세이버 스타일의 무기가 많이 등장한다. 곤봉은 빛나고 라이트세이버 특유의 윙윙거리는 소리를 내지만, 사람들을 때리는 데 사용된다. 짐 버처의 드레스덴 파일 소설 시리즈에서 의학 검시관이자 스타워즈 팬인 왈도 버터스는 세 개의 성스러운 십자가 검 중 하나를 휘두르는데, 이 검은 그를 주인으로 받아들이자 라이트세이버로 변형된다. 사토 유야의 단간론파: 토가미 라이트 노벨 삼부작에서, 주된 적대자인 오르빈 엘리베이터 / 토가미 카즈야는 의수에 내장된 라이트세이버를 휘두르며, 이에 제노사이더 쇼 / 제노사이드 잭에게 저작권 침해로 꾸지람을 듣는다. 애니메이션 단간론파 3 -The End of 키보가미네 학원-에서는 이 라이트세이버가 대신 무나카타 쿄스케가 휘두르는 불타는 기계 가타나로 묘사된다.

### 게임
모션 제어 비디오 게임의 등장으로 플레이어는 자신의 손으로 게임 내 라이트세이버를 휘두를 기회를 얻었다. 7세대 비디오 게임기에는 Wii에 여러 스타워즈 비디오 게임(레고 스타워즈: 더 컴플리트 사가, 스타워즈: 포스 언리쉬드, 스타워즈: 클론 전쟁 – 라이트세이버 결투, 스타워즈: 클론 전쟁 – 공화국 영웅들 및 레고 스타워즈 III: 클론 전쟁)이 있었고, 엑스박스 360에는 키넥트 스타워즈가 있었는데, 이들은 팔 제스처를 통해 라이트세이버를 휘두르기 위해 모션 컨트롤을 사용했다. 크롬 스튜디오에서 개발한 <언리쉬드>와 <결투>는 라이트세이버를 더 정밀하게 제어하여 플레이어가 Wii 리모컨으로 다섯 가지 다른 방향(위, 아래, 왼쪽, 오른쪽 또는 앞)으로 휘두를 수 있게 했고, 키넥트는 자사의 카메라 기반 모션 컨트롤러를 활용하여 플레이어에게 라이트세이버를 휘두르는 보다 유연하고 일대일 제어 방식을 제공했다.
7세대 이전에도 라이트세이버 전투를 시뮬레이션하기 위해 제스처 기반 제어를 사용한 몇몇 초기 스타워즈 게임이 있었다. 예를 들어 아케이드 게임 스타워즈 삼부작의 두 보너스 레벨에서는 플레이어가 루크 스카이워커를 조종하여 보바 펫과 다스 베이더를 상대로 라이트세이버를 휘두르는데, 조이스틱을 여덟 방향 중 하나로 밀어서 화면에 표시되는 공격 및 방어 지시에 따랐다. 그리고 <시스의 복수>가 극장 개봉할 무렵 출시된 TV 게임인 <스타워즈: 사가 에디션 – 라이트세이버 배틀 게임>에서는 플레이어가 라이트세이버 모양의 컨트롤러를 휘둘러 보병(예: 배틀 드로이드 및 클론 트루퍼)의 블래스터 볼트를 튕겨내고 사가 전반의 캐릭터들과 결투를 벌인다.
디즈니가 루카스필름을 인수할 무렵, 새로운 기술 발전으로 증강 현실이 가능해졌고, 이는 그 기능을 활용한 몇몇 더 주목할 만한 모션 제어 라이트세이버 비디오 게임의 탄생으로 이어졌다. 그중 하나는 iOS 및 안드로이드용 공식 스타워즈 팬 앱의 특별 활동 모드 형태로 출시되었는데, 플레이어는 스마트폰의 모션 센서를 사용하여 훈련 드로이드(휴대폰 후면 카메라에 나타남)와 함께 블래스터 반사를 연습하고 마스터하며, <새로운 희망>의 밀레니엄 팰컨에서 묘사된 반사 훈련과 유사하게 제다이 또는 시스 기사단의 계급을 진행한다. 또 다른 게임은 2017년 12월에 출시된 레노버 미라지 AR 헤드셋, 추적 센서 및 전용 라이트세이버 컨트롤러와 함께 작동하는 <스타워즈: 제다이 챌린지>이다. 디즈니와 레노버가 공동 개발한 <챌린지>의 여러 게임 모드 중 하나는 플레이어가 다스 몰 및 카일로 렌과 같은 스타워즈 악당들과 라이트세이버 결투를 벌일 수 있게 해준다.